# 2018년 동계 올림픽 개막식

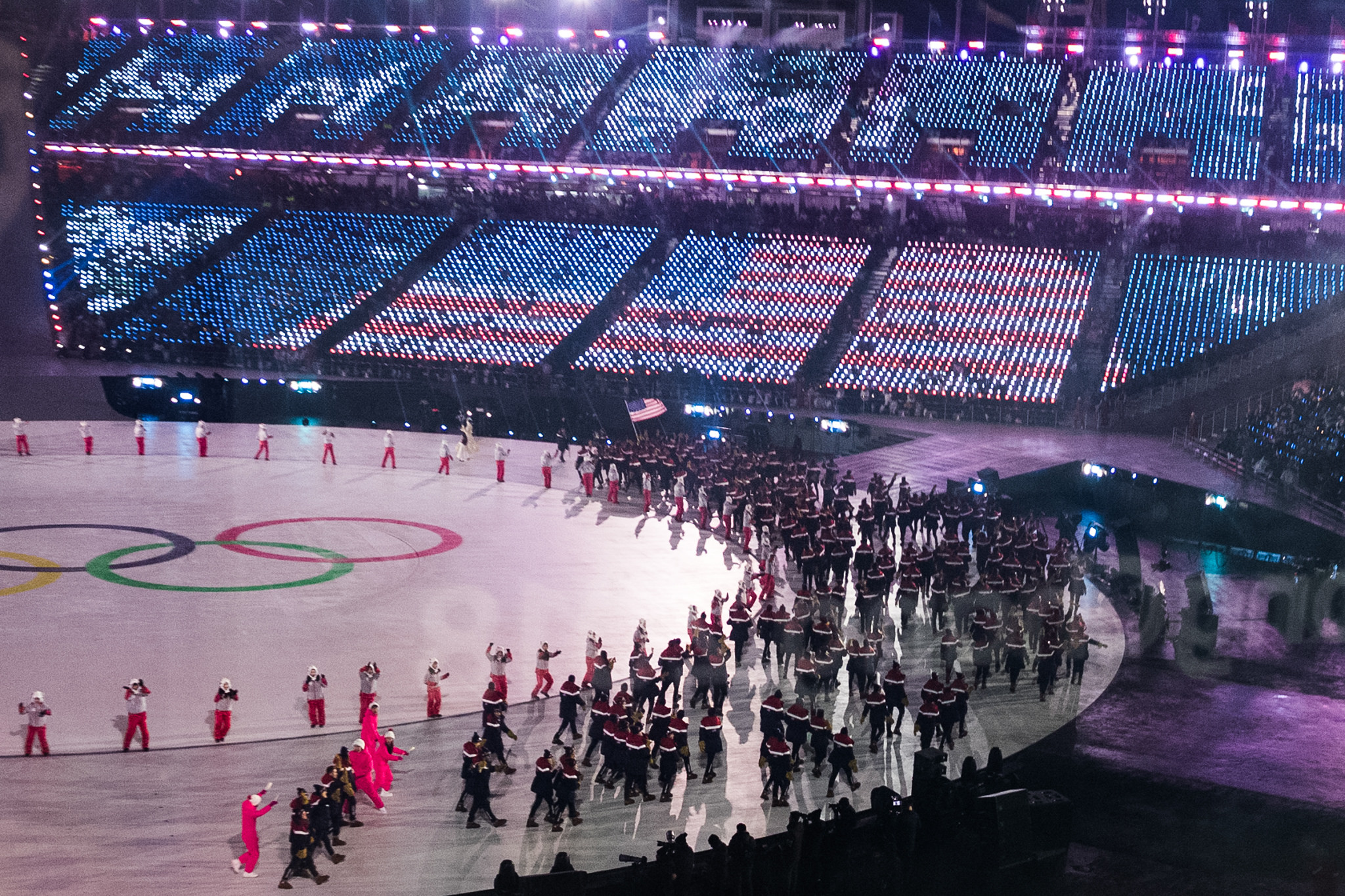
2018년 동계 올림픽 개막식에서 미국 선수단이 입장하는 모습

2018년 동계 올림픽 개막식은 2018년 2월 9일 오후 8시(현지 시각)에, 대한민국 평창 올림픽 스타디움에서 진행된 2018년 동계 올림픽의 개회 행사이다. 올림픽의 개막식은 올림픽 헌장의 수칙에 의하여 국제 스포츠 행사의 일반적인 개회 식순(환영사와 국기 게양, 선수단 입장)과 더불어 개최국의 문화를 보여주는 예술적인 연출을 혼합 구성하게 되어 있다. 이 개막식의 슬로건은 행동하는 평화(영어: Peace in Motion)이었다.

## 준비 과정

### 장소
2018년 동계 올림픽의 개막식은 당초 알펜시아 스키점프 경기장에서 진행할 예정이었다. 하지만 개막식에 참석할 참가선수와 관람객을 수용하기 어렵다는 국제 올림픽 위원회 측의 평가에 따라, 2012년 7월 강원도는 평창군 횡계리 고원훈련장에 '평창 올림픽 스타디움'을 조성하게 되었다. 이 과정에서 정부는 예산을 줄이기 위해 2014년 11월 강릉종합운동장을 리모델링해 개·폐회식장으로 쓰자는 안을 제기하였지만 개폐회식은 주최 도시에서 열려야 한다는 올림픽 헌장 조항과 주민들의 반발로 개막식장을 신축하기로 최종 결정하였다.
스타디움은 오각형으로 디자인 되었으며, 개·폐회식장인 올림픽 플라자와 시상식을 거행하는 메달 플라자로 구성되었다. 3만 5000석의 관중석과 7층 규모의 본관동 건물로 구성된 건물이며, 중앙에는 원형 무대와 함께 지름 8m과 24m 크기의 리프트 무대가 마련됐으며, 7층짜리 본관동 옆에는 성화대가 설치되어 있다. 역사상 최초의 행사 전용시설로 올림픽과 패럴림픽이 끝나면 좌석과 가설 건축물이 전부 철거된다.

### 프로그램
한국캘리그라피협회장인 유현덕이 개막식 영상에 포함되는 캘리그라피 작업에 참여하였으며, 그 이외에도 이영희 평창올림픽 의상감독을 필두로 의상디자이너 진태옥, 금기숙, 송자인 등이 프로그램에 참여하는 사람들의 의상 제작을 전담했다. 장내 프랑스어 안내방송은 아드리안 리(Adrien Lee), 장내 영어 안내방송은 태인영, 장내 한국어 안내방송은 배기완이 맡았다.

### 그 외
조직위 당국은 생물무기 테러에 대비하여 세균과 바이러스를 감지할 수 있는 장비 '바이오워치' 4대를 개막식 중에 투입할 예정이다. 바이오워치는 공기 중 생물 입자의 크기가 지름 1μm인 경우까지 탐지할 수 있으며, 2017년 U-20 월드컵 당시에도 투입됐다.

## 참석 귀빈
일본 아베 신조 총리의 경우 2017년 12월 19일 강경화 외교부 장관이 방일하여 직접 방한을 요청하였으나 즉답을 피했으며, 이후 위안부 합의 관련 논란이 가열되면서 참석에 부정적인 입장을 내비쳤다. 또 러시아 블라디미르 푸틴 대통령도 자국 선수단의 출전 금지 조치에 따라 참석이 불투명해지게 되었다.
최종적으로는 이번 올림픽을 계기로 총 21개국에서 26명의 국빈이 방한하였으며, 그 중 16명이 개막식에 참석하였다. 이밖에도 각국 대표단이 참석하였다. 다음은 개막식에 참석한 귀빈과 주요 대표단장 목록이다.
국빈
- 대한민국 문재인 대통령 (개최국 수반)
- IOC 토마스 바흐 국제올림픽위원장
- 일본 아베 신조 총리[8]
- 독일 프랑크발터 슈타인마이어 대통령[8]
- 네덜란드 빌럼알렉산더르 국왕[10], 막시마 왕비, 마르크 뤼터 총리[8]
- 노르웨이 에르나 솔베르그 총리[8]
- 스웨덴 칼 16세 구스타프 국왕[8]
- 핀란드 유하 시필레 총리[8]
- 덴마크 프레데리크 왕세자[8]
- 모나코 알베르 2세 대공[8]
- 슬로바키아 안드레이 키스카 대통령[11]
- 슬로베니아 보루트 파호르 대통령[8]
- 캐나다 쥘리 파예트 총독[8]
- 스위스 알랭 베르세 대통령[8]
- 폴란드 안제이 두다 대통령[8]
- 말레이시아 나집 라작 총리[11]
- 에스토니아 케르스티 칼률라이드 대통령[12]
- 라트비아[9]
- 리투아니아 달리아 그리바우스카이테 대통령[9]
- 룩셈부르크 앙리 대공[8]
- 코소보 하심 타치 대통령
- 프랑스 에마뉘엘 마크롱 대통령
- 유엔 안토니우 구테흐스 사무총장[8]

대표단장
- 미국 마이크 펜스 부통령[13]
- 조선민주주의인민공화국 김영남 최고인민회의 위원장, 김여정 조선로동당 중앙위원회 정치국 후보 위원
- 콜롬비아 오스카르 나랑호 부통령
- 영국 프린세스 로열 앤
- 중화인민공화국 한정 중국공산당 중앙정치국 상무위원[8]
- 프랑스 장 이브 르 드리앙 외교부 장관[14]
- 세르비아 바냐 우도비치치 청소년체육부 장관[15]
- 이탈리아 루카 로티 체육부 장관
- 바티칸 산체스데토카 몬시뇰 문화평의회 차관보[16]

## 진행

### 카운트다운

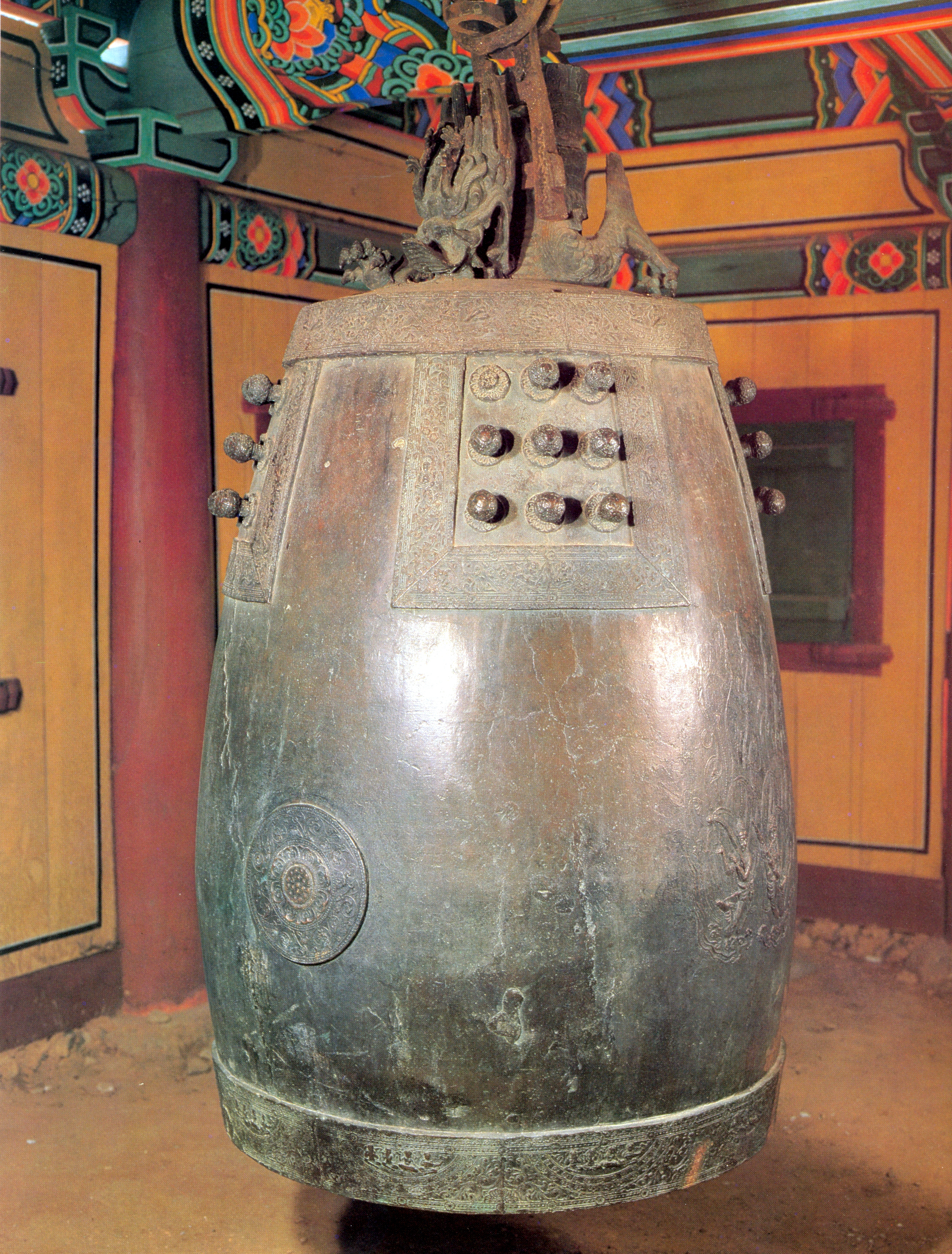
'평화의 종'의 모티브가 된 상원사 동종

카운트다운에 앞서 '웰컴 투 평창' (Welcome to PyeongChang)이라는 이름의 영상으로 시작한다. 인천국제공항으로 향하는 비행기 안에서 시작되며 공항까지의 풍경이 이어지는데, 1924년 동계 올림픽부터 2014년 동계 올림픽까지의 역대 동계올림픽 포스터가 비행기 내부의 승객들이 쥐고 있는 태블릿 PC 화면, 신문 지면, 잡지 표지와 대한항공 항공기, 공항 내부의 여권 도장, 전광판, 캐리어, 머그컵, 공항 벽, 환영하는 사람들의 팻말 등 곳곳에 숨어있는 모습이며, 대한민국의 발레리나 강수진도 2010년 동계 올림픽 포스터가 그려진 머그잔에 담긴 음료를 마시는 사람으로 특별 출연한다. "Welcome to PyeongChang"이라는 팻말을 든 김연아의 모습을 끝으로 화면은 인천국제공항을 벗어나 평창으로 향한다.
평창에 앞서 나타나는 서울의 풍경은 신비한 얼음동산으로 변했다. 한강 다리와 그 위를 지나는 봅슬레이 썰매, 얼음판이 된 광화문광장에서 스케이트를 타는 시민들이 손을 흔들고, 숭례문과 삼성 서초사옥을 등반하는 사람, 한강 위의 피겨스케이팅 선수가 몸을 회전한다. 그리고 영동고속도로를 타고 이어지는 태백산맥의 풍경으로 이어지며, 스키장의 스키 선수들, 얼어붙은 정선 병방치를 배경으로 한 강가의 아이스하키를 즐기는 어린이들을 지나, 강원도 오대산 월정사의 '평화의 종'에 도달한다.
평화의 종은 그대로 스타디움 한가운데에 등장하고, 한국어로 10 (십)에서 1 (일)까지 카운트다운을 시작한다. 0이 된 순간 종소리의 울림이 스타디움을 채운다.

### 평화의 땅
모험의 시작
강원도 깊은 산골에 사는 다섯 명의 아이들. 오행을 상징하는 다섯 가지 색깔의 외투를 입고 어울려 놀다, 이상한 유리구슬을 발견하고 집어들어 살펴보는데 오래된 지도가 투영된다. 이어 썰매에 여행장비를 담고 모험을 떠나는 아이들. 산을 넘고, 언덕을 지나, 어느새 고드름이 가득한 곳에 도달하는데, 종소리와 함께 고드름이 무너지더니 그 벽에 동굴 입구가 드러나고, 과거로 통하는 신비한 지하공간에 도달한다.
그곳에서 발견한 오래된 혼천의에 손을 갖다대자, 천상열차분야지도의 천문도가 천장에 펼쳐지고 거북선과 백제금동대향로, 신라 금관, 훈민정음, 첨성대, 해시계 등 한국의 찬란한 문화유산이 홀로그램으로 드러난다. 그 너머에 등장한 사신도 벽화. 그곳에 손을 대자 백호가 홀로그램으로 변해 뛰쳐나오고, 아이들과 함께 어디론가 나온다. 스타디움의 백호 인형으로 장면이 전환된다.
백호 인형이 한차례 크게 포효하자 백호의 검은 줄무늬가 다섯 갈래로 퍼지고, 수묵화 기법으로 백두대간이 형성된다.
하늘과 땅, 사람의 조화
백호에 이어 사신도 속 청룡, 백호, 주작, 현무와 다섯 아이가 등장하며, 그 뒤를 따라 사슴, 멧돼지, 꽃과 나비, 까마귀와 사마귀, 원숭이 등의 동물들도 등장해 한데 어울린다. 이어서 고구려 무용총 벽화 속 고대 무녀들이 등장해 주변을 둘러싸며 춤을 춘다.
뒤이어 단군 전설 속 인간이 된 웅녀가 나타나 아이들에게 다가가 어울리며, 사람의 얼굴을 한 고구려 인면조도 등장한다. 아이들과 웅녀, 인면조를 중심으로 모두가 한데 춤추는 도중, 바닥에서 빛의 입자가 휩싸이다 위로 올라가 서로서로를 잇고, 천상열차분야지도의 천문도를 이룬다.
공연이 끝나고 미스터 프레지던트를 배경음악으로 문재인 대통령과 토마스 바흐 국제올림픽위원회 위원장을 비롯한 귀빈이 입장하였다. 이후 다음 공연을 진행하기 위한 시간 사이에 리프트가 작동하지 않아 잠시 시간이 지체됐다고 한다.

### 태고의 빛
스타디움 가운데 속 장고 공연단이 힘차게 장고를 두들기며 "하늘, 땅, 사람, 평창, 얼씨구" 등의 함성을 외친다. 바닥에는 우주 만물의 기운과 태극괘를 상징하는 기하학적 형상이 드리워진 가운데, 붉은 치마를 입은 또다른 장고단이 양옆에서 입장해 원을 이룬다. 장고춤을 추며 흥과 멋을 표하던 중 여덟 무리로 모이다, 다시 두 갈래로 모여 가로로 정렬한다. 가운데 장고단의 북소리가 격렬해지던 그 순간, 적색과 청색의 태극무늬를 이룬다.
이어서 개최국 대한민국의 태극기가 입장한다.  강광배, 진선유, 박세리, 이승엽, 황영조, 서향순, 임오경, 하형주 등 전설적인 스포츠인들이 기수자로서 태극기를 들고 입장하였다. 게양대에 도달한 태극기는 왕실 친위대를 본뜬 전통 의장대에게 전달되고, 애국가는 취타 반주와 다문화 어린이 합창단 '레인보우 합창단'의 노래와 함께 게양이 이뤄진다.

### 선수 입장
태극기 게양 후 선수단 입장이 이뤄졌다. 올림픽 대회 첫 순서로 입장하는 그리스 선수단에 이어 가나 선수단부터 총 92개 선수단이 가나다순으로 입장하였다. 마지막으로 아리랑 락 편곡을 배경음악으로 남북한 공동 입장이 이뤄지며, 모든 선수가 관중석에 자리잡자 불꽃놀이를 펼친다.
입장 진행 과정에서 방송된 배경음악은 첫 곡인 1988년 하계 올림픽의 주제가인 코리아나의 〈손에 손 잡고〉를 시작으로 이어지고, K-POP에서는 싸이의 〈강남스타일〉·트와이스의 〈LIKEY〉· 빅뱅의 〈Fantastic Baby〉·방탄소년단의 〈DNA〉·레드벨벳의 〈빨간 맛 (Red Flavor)〉이 포함된 대한민국 대중가요 명곡 메들리이다. 관중석의 LED에서는 그 시점에서 입장하고 있는 국가의 한국어와 영어 국호, 마스코트 수호랑, 입장하고 있는 국가의 국기가 표시되었고, 바닥 부분에서는 올림픽 상징 문양 → 입장하고 있는 국가의 한국어/영어/프랑스어 국호 → 입장하고 있는 국가의 국기 순으로 등장했다. 한국어 글꼴은 안상수체를, 영어 글꼴, 프랑스어 글꼴은 ITC 아방가르드체(ITC Avant Garde)를 사용했다.
선수 입장 시점에서 자원봉사자들이 배경음악에 맞춰서 끊임없이 환영하는 춤을 췄는데, 이 연속된 춤을 '무한댄스'라는 별칭으로 불렸다.

### 제1막 - 아리랑: 시간의 강

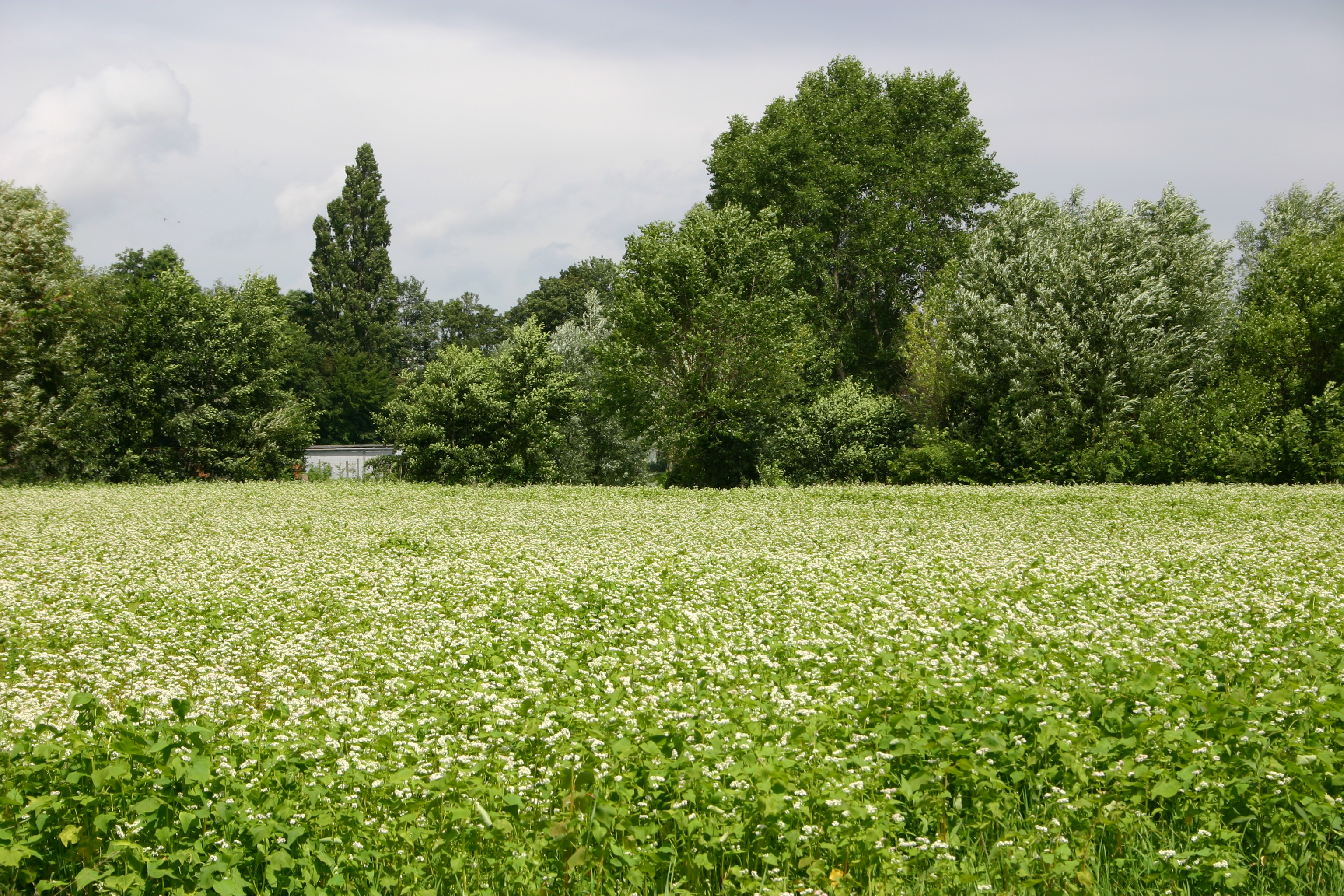
메밀밭

대한민국의 사계절을 보여주는 타임랩스 영상으로 시작한다. 봄과 여름, 가을, 겨울까지의 한반도 풍경을 담은 뒤에는 하이얀 메밀꽃밭을 마지막으로 비춘다. 한국인의 애환을 담은 정선 아리랑의 노랫가락이 울려펴지는 가운데 〈메밀꽃 필 무렵〉의 한 장면을 연상케 하는 메밀꽃밭이 스타디움 그라운드에 펼쳐지고, 다섯 아이들은 뗏목을 타고 메밀꽃밭을 한바퀴 도는데, 천둥이 치고 비바람이 불며 메밀꽃밭이 검게 물든다. 하지만 그 속에도 굴하지 않고 한가운데서부터 다시 민초가 펼쳐진다. 하늘거리는 민초 속에는 기쁨과 슬픔의 함성들이 녹아 있다.
그리고 민초는 수만 마리의 밝은 반딧불이로 공중으로 피어오르며, 스타디움 전면으로 빛줄기가 펼쳐나간다. 그라운드 한가운데는 한강의 기적을 이룩한 도시의 모습이 둘레를 이루며 펼쳐진다. 이로써 시련과 고난으로 가득했던 대한민국의 역사 속에서도 굴하지 않았던 한국민들의 모습을 상징하고자 했다.

### 제2막 - 모두를 위한 미래
다섯 아이들의 미래를 담은 영상으로 시작된다. 보름달이 밝게 뜬 강가에서 뗏목 위 아이들은 거북이를 발견하고 도로 놓아주는데, 하늘에서 내려온 눈발이 마법의 고드름이 되어 아이들의 손에 쥐어진다. 고드름을 손에 쥔 아이들은 얼음으로 된 꿈 그림을 그리고, 그 가운데서 밝게 빛나는 네모난 '미래의 문'이 나타난다.
미래의 문으로 들어간 푸리는 의사의 모습이 되어 수술실로 들어서고, 홀로그램을 통한 뇌수술을 한다. 뒤이어 들어간 누리는 자신과 똑 닮은 안드로이드를 살펴보는 인공지능 로봇 연구가가 되었고, 아라는 팝스타가 되어 홀로그램으로 세계인과 만난다. 비채는 아이들에게 첨단 기술로 한글을 가르치는 서예가가 되었다. 해나래는 홀로그램과 사물데이터를 통한 도시 설계자가 되었다. 기술과 사람이 공존하는 4차 산업혁명을 이룩한 먼 미래의 광화문 광장의 풍경이 지나가고, 서울로 7017 위의 미래의 문 속으로, 누리가 사는 집의 미래의 문 속으로, 그리고 다시 강가 위의 아이들에게 나타난 미래의 문으로 이어진다.
미래의 문은 스타디움 위의 조형물과 연결되며, '소통과 연결의 세상'이란 부제로 미디어 아트가 이어진다. 120개의 '미래의 문'들이 무대 위에 일렬로 되어 벽을 이룬 가운데 하얀 달빛이 흐르는데 '미래는 자연스럽게 다가온다'는 의미이다. 아이들의 새 소망을 담은 전통 동요 <두껍아 두껍아>가 흐르고, 무용수들이 현대 무용을 추기 시작했다. 시간이 지나자 현대인들의 삶을 상징한 <한강찬가>의 각색곡이 함께 흐르기 시작하고, 미래의 문들을 자유롭게 배치하며 여러 가지 군무와 형상을 이룬다. 열심히 살아가는 고군분투하는 현대인들이 춤사위를 이어간다.
이후 미래의 문을 다시 배치해 25개의 네모를 이루는데 바닥에는 여러 가지 기호들이 빠르게 흐른다. 기호들은 연결의 선으로 바뀌고 무대를 둥글게 에워싼 미래의 문들 가운데로 사람들이 다시 둥글게 모이자, 그 가운데에 사람 얼굴 형상의 이모티콘이 등장하며 주변을 호기심스레 둘러본다. 이는 날로 발전하는 기술이 결국에는 사람을 위한 것임을 상징한 것이다. 가운데 군중들이 노란 통로, '미디어 링크'를 올려보낸 뒤, 세계의 모든 언어들이 중앙으로 모여 다같이 쏘아올려졌다.

### 제3막 - 행동하는 평화
다섯 명의 아이들이 촛불을 들고, 사람들에게 다가가 촛불을 나누어준다. 평화의 마음으로 세상을 밝히고자 하는 사람들은 비둘기의 형상을 이루고, 한가운데 무대에서 '평화의 노래'인 존 레논의 〈Imagine〉이 울린다. 전세계 사람들의 반주와 함께 가수 전인권, 볼빨간사춘기의 안지영, 국카스텐의 하현우, 가수 이은미가 한 소절씩 나누어 부른다.
비둘기 풍선을 날려보낸 사람들과 객석에 드러난 비둘기 형상. 하늘로 날아가는 비둘기들의 형상이 이윽고 1,218대의 드론들로 이어지고, 평창 올림픽 스타디움을 넘어서 스키 슬로프에 모인다. 한데 모인 드론들은 스노보드를 타는 선수들의 모습을 이룬다. 슬로프 꼭대기에서는 수 명의 스키선수들이 불꽃을 붙이며 스키를 타고 내려오고, 끝까지 내려오고선 오륜 모양을 만든다. 그리고 그 위로 모인 드론들도 한꺼번에 모여 오륜을 이룬다.

### 공식 행사
제3막에 앞서 이희범 평창동계올림픽 조직위원회 위원장과 토마스 바흐 국제 올림픽 위원회 위원장의 환영사가 진행됐다. 올림픽 대회의 개회선언을 부탁하는 바흐 위원장의 말을 끝으로 문재인 대통령의 개회사가 이어졌다.
제23회 동계올림픽대회인 평창 동계올림픽대회의 개회를 선언합니다.— 문재인 대통령

제3막 이후에는 올림픽기가 입장하였다. 올림픽기를 들은 기수로는 옛날과 미래를 대표하는 스포츠 선수들인 강찬용, 유영, 신혜숙, 이준서, 김윤만, 장유진, 김귀진, 정승기 선수들이 등장하였다. 올림픽기가 게양될 때는 소프라노 황수미가 올림픽 찬가를 열창하였다. 올림픽기 게양 이후에는 선수와 심판, 코치가 올림픽 선서를 진행하였다. 모태범 선수, 김우식 심판, 박기호 코치가 선서를 진행하였으며, 모태범 선수가 선언문을 모두 읽었다.
모든 선수들의 이름으로, 모든 심판들의 이름으로, 모든 코치와 경기임원들의 이름으로.
우리는 올림픽 관련 규칙을 존중하고 준수하며, 페어플레이의 정신으로 본 올림픽에 참가할 것을 약속합니다. 우리는 스포츠의 영광과 팀의 명예를 위하고 올림픽 정신으로 근본원칙을 준수하며, 도핑 및 부정행위를 하지 않고 스포츠에 전념할 것을 약속합니다.

이후 평창올림픽 성화봉송의 하이라이트 장면과 공식 성화봉송 주제가 《Let Everyone Sunshine》이 흐른다. 영상이 끝난 뒤에는 최종 성화봉송이 진행되었는데 동계 올림픽 쇼트트랙 4관왕을 달성한 전이경, 올림픽 골프 금메달리스트 박인비, 2002년 FIFA 월드컵 대한민국 국가대표 안정환 등이 무대에 등장하였다.

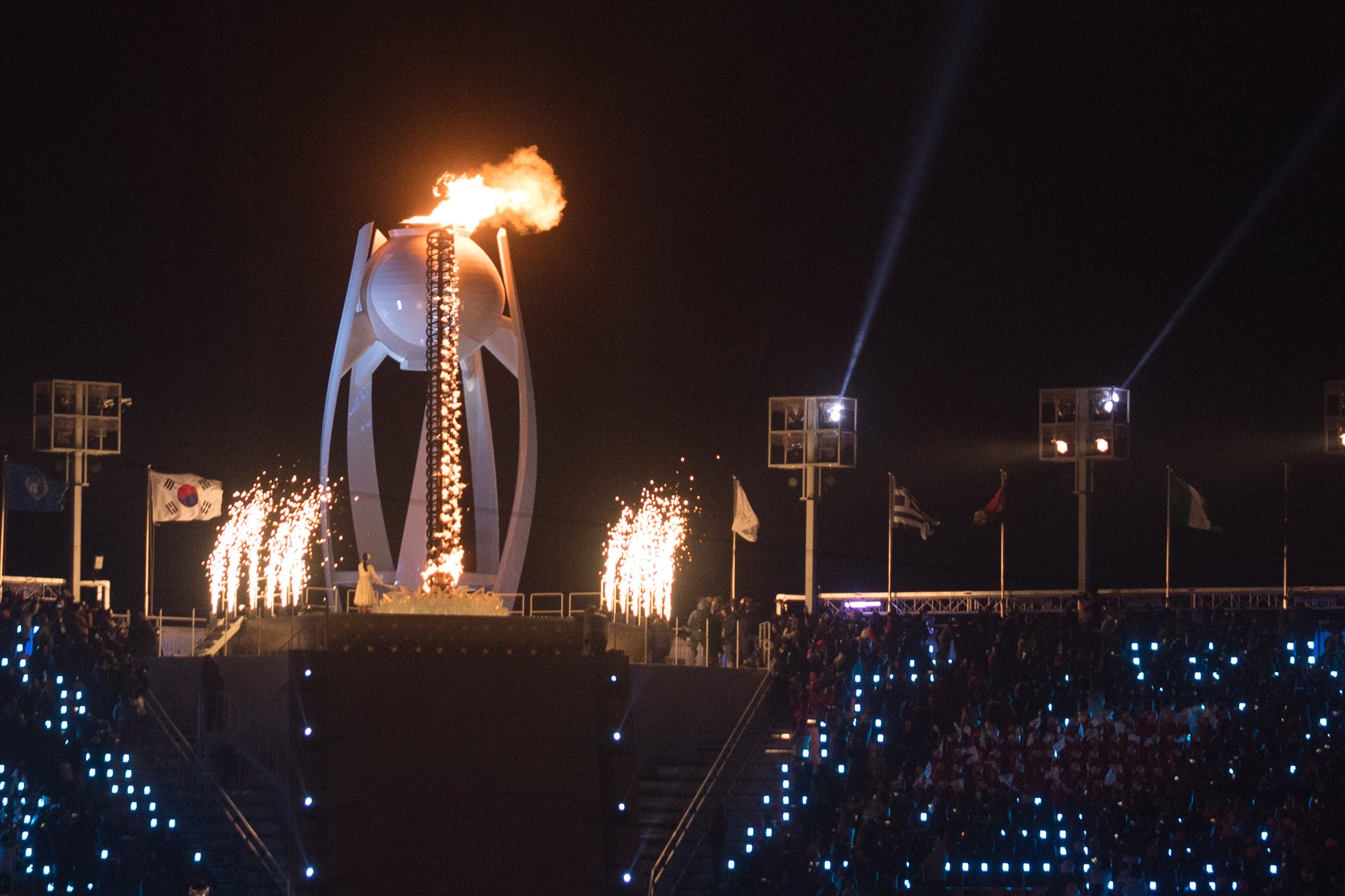
성화 점화의 순간

안정환은 슬로프 무대 앞에서 이번 아이스하키 여자 남북 단일팀을 이룬 박종아, 정수연 선수에게 성화를 전달하고, 둘은 함께 슬로프 계단을 올랐다. 달항아리 성화대 위에의 아이스링크에 김연아가 등장해 연기하다, 두 사람으로부터 성화를 전달받고 최종 주자로서 얼음에 불을 붙이자 그곳에서 철기둥이 솟아올라 달항아리 성화대에 불을 밝힌다.
성화점화가 끝나고서는 도깨비와 불, 한국인의 흥을 주제로 한 공연이 시작되었다. 방상시탈을 쓴 비보이 그룹 저스트 절크의 무대가 성화대 바로 밑에서 시작되고, 무대 중앙에는 대형 오브젝트와 솟대들이 나타났다. 그 사이를 지나다니는 도깨비들은 쥐불놀이를 하기도 하고, 춤도 추면서 즐기는 모습을 연출하였고, 불 속에서 불꽃을 내품은 구가 솟아오르면서 빙글빙글 돌아가며 불꽃을 내뿜고, 이후 피날레 불꽃놀이가 화려하게 터지며 끝이 났다.

## 반응
개막식 공연에 대한 외신들의 평은 긍정적이었다. 1980년 동계 올림픽 금메달리스트 로빈 커즌스는 "모든 공연이 세밀하고 세련됐다. 정신없지도 않고 매우 멋졌다. 정말 즐거웠다"고 칭찬했고, 로이터 통신은 '생동감 있고 화려한 불과 얼음의 개막식'이었다고 전했다. BBC는 2010년 동계 올림픽 피겨스케이팅 금메달리스트 김연아의 올림픽 성화 점화 장면을 '매우 멋진' 개회행사의 마무리라 표현하였다. 또, 남북한 선수의 공동입장을 하이라이트로 소개하였다. 〈가디언〉역시 남북한 선수들이 한반도기 아래 공동 입장했다는 소식을 톱뉴스로 전했다. 중국 CCTV는 이날 개막식 3시간 전부터 평창올림픽 특집방송을 방영하고, 기자들을 현장 연결하였다. NHK는 개막식 생중계 후, "한국과 북한의 선수 2명이 함께 한반도기를 들고 입장하자 경기장에 큰 환성이 터져나왔다"며 "선수단은 민요 아리랑이 흘러나오는 중 같은 옷을 입고 행진했다"고 전했다.
한편으로 개막식에 참석한 김정은 노동당위원장의 여동생 김여정에 대해서도 주목받았다. CNN은 "마이크 펜스 미국 부통령과 김정은 북한 노동당 위원장의 여동생 김여정이 게스트에 포함됐고 남북한 선수들이 한반도기 아래 함께 입장했다"며 "극적인 올림픽이 시작됐다"고 전했다. 〈르 몽드〉는 문재인 대통령과 김여정이 개막식 행사에서 인사를 나눴다는 뉴스를 보도했으며, AP통신은 "분노와 의혹, 유혈로 갈라진 한반도에서 동계올림픽이 개회했다"면서 예상치 못한 통합의 모습으로 남북한이 평화의 불꽃 아래에 나란히 앉았다고 평했다.

## 대회 참여 인물
| 1992 핸드볼 금메달 임오경 | 1992 마라톤 금메달 황영조 | 2016 여자골프국대 감독 박세리 | 썰매 3종목 선구자 강광배   |  | 태극기 게양 - 서열: 조선왕실 전통의장대 - 국가합창: 레인보우 합창단 |
|                           |                           |                               |                            |  | 태극기 게양 - 서열: 조선왕실 전통의장대 - 국가합창: 레인보우 합창단 |
| 하형주 1984 유도 금메달   | 서향순 1984 양궁 금메달   | 이승엽 2008 야구 금메달       | 진선유 2006 쇼트트랙 3관왕 |  | 태극기 게양 - 서열: 조선왕실 전통의장대 - 국가합창: 레인보우 합창단 |

| 1992 스피드 국가대표 김귀진 | 1992 스피드 은메달 김윤만 | 1980 피겨 국가대표 신혜숙 | 1980 스키대표팀 감독 강찬영 | 오륜기 게양 - 서열: 조선왕실 전통의장대 - 국가합창: 황수미 |
|                             |                           |                           |                             | 오륜기 게양 - 서열: 조선왕실 전통의장대 - 국가합창: 황수미 |
| 정승기 스켈레톤 유망주      | 장유진 프리스타일 유망주  | 이준서 아이스하키 유망주  | 유영 피겨스케이팅 유망주    | 오륜기 게양 - 서열: 조선왕실 전통의장대 - 국가합창: 황수미 |

| - 선수 대표: 모태범 (스피드스케이팅) - 심판 대표: 김우식 (스노보드 슬로프스타일 심판) - 코치·경기임원 대표: 박기호 (노르딕복합 코치) - 전이경 전 선수 (1994년·1998년 동계올림픽 쇼트트랙 4관왕 금·은메달리스트) - 박인비 선수 (2016년 하계올림픽 여자 골프 금메달리스트) - 안정환 전 선수 (2002년 FIFA 월드컵 국가대표) - 박종아·정소현 선수 (2018년 여자 아이스하키 국가대표) - 김연아 전 선수 (2010년·2014년 동계올림픽 피겨스케이팅 금·은메달리스트) | - 이희범 평창올림픽·평창패럴림픽 조직위원장 - 토마스 바흐 국제올림픽위원회 위원장 - 문재인 대통령 - 김남기 명창 - <정선 아리랑> - 전인권, 이은미, 하현우 (국카스텐), 안지영 (볼빨간사춘기) - 존 레논의 <Imagine> |

## 같이 보기
- 2018년 동계 올림픽 폐막식
- 2018년 동계 패럴림픽 개막식
- 2018년 동계 패럴림픽 폐막식